# Hylocomium splendens
Hylocomium splendens és una espècie de molsa de la família Hylocomiaceae que es troba a la tundra i altres biomes, i té aspecte de falguera. És una planta perenne de reproducció vegetativa. Té una distribució molt àmplia a Europa, Rússia, Alaska i el Canadà, on sovint és la més abundant de les molses. També creix en la tundra i en les altes muntanyes de Califòrnia, Sitxuan, Àfrica, Austràlia i Nova Zelanda. A Escòcia caracteritza un tipus de vegetació amb el pi roig

## Usos
Es fa servir en arranjaments florals. Se li atribueixen propietats antitumorals.